# Aeroporto di Uralsk
L'aeroporto di Uralsk, commercialmente conosciuto con il nome di aeroporto di Oral e di Oral Aq Zhol (in kazako Aqjol halyqaralyq áýejaıy?; russo: Аэропорт Уральск) (IATA: URA, ICAO: UARR) è un aeroporto kazako situato a circa 15 chilometri a sud-est della città di Oral nella regione del Kazakistan Occidentale, nell'ovest del Paese e non distante dal confine con la Russia. La struttura è dotata di una pista di asfalto lunga 2400 m, l'altitudine è di 38 m, l'orientamento della pista è RWY 4-22. L'aeroporto è aperto al traffico commerciale 24 ore al giorno.